# Von der schönen Schwanenjungfer
Von der schönen Schwanenjungfer ist ein Märchen (AaTh 400). Es steht in Johann Wilhelm Wolfs Deutsche Hausmärchen an Stelle 20.

## Inhalt
Einen jungen Jäger und besten Schützen hält an einem Waldsee zweimal eine Stimme davon ab, einen weißen Schwan zu schießen. Er will es doch tun, da ist es eine schöne Jungfrau, die er erlösen soll, indem er ein Jahr lang jeden Sonntag für sie betet und nie von ihrer Schönheit spricht. Er siegt im Schützenfest, verdient die Königstochter als Preis, und lehnt ab, denn seine Braut sei schöner. Da erscheint sie und sagt, nun muss er sie im gläsernen Berg suchen. Er wandert und findet in einem dunklen Wald einen Müller, der ihn auf einen Bock setzt, der ihn beim gläsernen Berg abwirft. Durstig trinkt er von einer Quelle, obwohl eine Stimme ihm abrät, und schläft ein. Die Jungfrau zürnt, will ihn schon totstechen und schreibt auf seine Klinge, er soll sie in der finsteren Welt suchen. Endlich findet er wieder einen dunklen Wald und einen Müller, der ihn in ein Mehlfass versteckt, das der Vogel Greif in die finstere Welt trägt. Da ist es dunkel. Jenseits eines Wassers sieht er die Braut mit einem Licht und einer Dienerin. Er muss sich drei Nächte quer über ihr Bett legen, wo Geister ihn quälen. Sie heilt ihn mit Salbe. Dann ist sie erlöst.

## Stil
In Frankreich soll das Märchen handeln, was aber weiter keine Rolle spielt. Die Jungfrau sagt (ähnlich wie Die Prinzessin von Tiefenthal):
„Hättest du meine Schönheit nicht gesagt,
So hättest du mich erlöset,
Jetzt mußt du mich suchen im gläsernen Berg.“
„Hättest du nicht von dem Wasser getrunken,
So hättest du mich erlösen können,
Jetzt mußt du mich suchen in der finstern Welt.“

## Herkunft
Der Titel Von der schönen Schwanenjungfer ist bei Wolf mit einem Sternchen (*) versehen, was laut seiner Vorrede anzeigt, dass Wilhelm von Ploennies den Text ausarbeitete. Wolfs Vorrede zufolge hörte dieser das besonders schöne Märchen im Odenwald. Dass der Held vom Schießen abgehalten wird, begegnet auch in Wolfs Das goldne Königreich. Die Schöne ist eine Schwanenjungfrau, vgl. Grimms Der Trommler, der Glasberg ein mythischer Ort, der Greif ein Riesenvogel. Eigentümlicher ist die Idee einer „finstern Welt“, wie ein Hades. Die Handlung ähnelt Wolfs vorangehendem Märchen Die eisernen Stiefel, besonders aber Grimms Die Rabe, später Jahns Die Königin von Siebenbürgen.